# .corsica
Pour les articles homonymes, voir corsica.
.corsica est un domaine de premier niveau générique qui s'adresse aux institutions, entreprises, associations et personnes souhaitant mettre en avant leur attachement à la Corse. 
L'extension .corsica peut être utilisée pour leur site web et leur adresse électronique. Cette extension est commercialisée depuis septembre 2015.

## Historique
Dès 2005, la collectivité territoriale de Corse adoptait sa politique et sa stratégie en matière de noms de domaine afin d’assurer une forte visibilité de la Corse au niveau de la toile mondiale. 
Le 24 juin 2011, l'assemblée de Corse approuvait la démarche d'obtention et d'exploitation du nom de domaine .corsica par la délibération AC 11/147 et initiait son dossier de candidature auprès de l'ICANN en vue d’obtenir et d’exploiter l'extension internet de premier niveau correspondant à la désignation de son territoire géographique en langue corse et en anglais: le .corsica.
Le 3 juillet 2013, l'ICANN annonce que l'extension .corsica a passé l'évaluation initiale.
Le 25 septembre 2014, l’organisation mondiale chargée de la gouvernance d'internet, ICANN, et la Collectivité Territoriale de Corse signent un contrat de Registre qui autorise cette dernière à exploiter l’espace de nommage (TLD) .corsica pendant 10 ans . 
L'extension .corsica a été lancée en avant-première en septembre 2015, dans le cadre d’un programme pionnier pour trente ambassadeurs de l'extension internet (des institutions, grandes entreprises, startups, ou particuliers) sélectionnés par la Collectivité de Corse comme emblématiques de la marque Corse. Ces ambassadeurs, parmi lesquels la Brasserie Pietra, les Eaux de Zilia, Corse Net Infos, la biscuiterie d’Afa, la CADEC, le Sporting Club de Bastia, l’AC Ajaccio ont décidé d’apporter leur soutien à l’extension internet insulaire et de contribuer à construire cette nouvelle image de la Corse sur internet. Ils ont pu disposer dès mi-septembre 2015 de leur adresse web en .corsica .
Le 19 janvier 2016, lors de sa phase d'ouverture générale, le .corsica a été ouvert à tous ceux qui répondaient aux critères d'éligibilité 
,.
La Collectivité de Corse est le Registre légal de l'extension .corsica. Elle fixe les politiques de registre, les conditions d'enregistrement, le calendrier de lancement et les tarifs pratiqués auprès des registrars (les bureaux d'enregistrement ou registraires de nom de domaine). Ces derniers assurent la commercialisation des noms de domaine auprès des entreprises, administrations et particuliers . La gestion opérationnelle et technique est assurée avec le concours de partenaires.

## Mission et objectifs du .corsica
La mission du .corsica est de proposer un espace de nommage de confiance permettant de renforcer l’image du territoire insulaire et de promouvoir ses valeurs économiques, sociales et culturelles sur internet. .corsica se positionne comme une alternative à l'extension .com dont la suprématie est de plus en plus contestée . 
Les objectifs de l'extension internet .corsica sont de donner aux Corses de nouveaux moyens marketing d'identification, de localisation, de promotion et de différentiation de leurs activités via internet par une extension Internet de 1er niveau spécifiquement dédiée à la Corse et porteuse de sens et de valeurs; de se différencier et affirmer son appartenance géographique et culturelle dans son identité numérique, de promouvoir le développement de services de courrier électronique .corsica; d'accroître la visibilité et la promotion de la Corse sur des critères maîtrisées par les représentants élus de la Corse; de créer un espace de référence du patrimoine culturel immatériel de la Corse sur Internet; d'accompagner la stratégie d’innovation en termes de services numériques et de soutenir le développement et la diffusion de la langue corse.
Les noms de domaine .corsica sont des actifs immatériels des entreprises et organisations .
Lors du lancement, les noms de domaine correspondant à des noms de lieux corses (villes, villages, montagnes, rivières, etc.) ainsi qu'à des noms de produits emblématiques de la Corse (charcuterie, fromage, vins, etc.) ont été protégés pour être réservés aux seuls ayants droit concernés. D'autres termes dits « premium » correspondant à des termes génériques, ayant une forte valeur marketing et économique, ont été ouverts à l'enregistrement par le registre en septembre 2019. Le registre devrait poursuivre l'ouverture à la commercialisation de ces termes « premium » en 2021 et 2022.

## .corsica et référencement & SEO
Il existe actuellement plusieurs milliers de sites internet en .com, en .fr et .net comportant le mot-clé corse ou corsica dans leur nom de domaine. Ces sites s'appuient sur l'image insulaire afin de communiquer.
Les adresses web en .corsica permettent justement de répondre à ce besoin d'identification en affirmant sa géolocalisation en Corse et d’associer ses produits et ses services à l'image de la Corse. 
En matière de référencement, les adresses web en .corsica permettent une meilleure visibilité dans les moteurs de recherche sans être noyé dans le flot des adresses en .com. En termes de référencement, Google a indiqué qu'il n’existe aucune différence dans le traitement des anciennes extensions (comme .com ou .net) ou des nouvelles extensions comme le .corsica. Google a toutefois ajouté que les nouvelles extensions correspondant à un territoire auront une prépondérance notamment pour les recherches hyper locales ,.

## Critères d'éligibilité
Peuvent enregistrer (ou renouveler) un nom de domaine en .corsica : les organisations en Corse (entreprise, association, collectivité publique, etc) ayant leur siège social en Corse ou un établissement secondaire enregistré en Corse (les organisations hors de Corse mais désirant protéger leur marque d’un enregistrement par un tiers (enregistrement à visée défensive sans intention d’exploiter le nom de domaine) sont également éligibles ainsi que les personnes physiques disposant d’une adresse valide sur le territoire de la Corse ou qui disposent d’un lien d’attachement direct ou indirect (économique, social, culturel, familial, historique ou autre) avec la Corse .
Les noms de domaine disponibles sont attribués selon le principe du premier arrivé, premier servi.

## Première extension régionale française
En décembre 2019, plus de 1650 noms de domaine en .corsica avaient été créés.
En décembre 2020, avec plus de 1840 noms de domaine .corsica pour 46335 entreprises présentes sur le territoire corse, 344000 habitants et un PIB de 9,64 Mrd EUR en Corse, .corsica est la 1ère extension régionale française par rapport au nombre d'habitants et au PIB, et la 2e extension régionale française par rapport au nombre d’entreprises. .corsica enregistre également la plus forte croissance (15,89 % en 2020) parmi les extensions internet françaises  
.
Les problèmes de cybercriminalité sont pris très au sérieux par .corsica. En novembre 2020, .corsica a lancé son outil de tracking des abus sur les noms de domaine .corsica : .corsica sicurezza.
.corsica est un projet conduit par la Collectivité de Corse.

## Statistiques d'usage
En janvier 2025, environ 2 400 domaines utilisent l'extension .corsica.